# Paracaesio sordida
Espèce
Paracaesio sordida est une espèce de poissons de la famille des Lutjanidae.

## Référence
- Abe & Shinohara, 1962 : Description of a new lutianid fish from the Ryukyu Islands. Japanese Journal of Ichthyology 9-1/6 p. 163–170. Texte original